# Grandeur
『Grandeur』（グランドール）は、Snow Manの3枚目のシングル。2021年1月20日にavex traxからリリースされた。「Grandeur」とはフランス語で（自然などの）雄大さ、壮大さ、（人格などの）気高さ、高貴さという意味。

## リリース
本作のリリースは、2020年10月22日から25日にかけてJohnny's netオンラインにて配信された、自身のCDデビュー後初の単独ライブ『Snow Man ASIA TOUR 2D.2D.』の23日昼公演でサプライズ発表された。その後、11月14日にタイトルと収録内容が公開、11月25日にはジャケット写真が公開された。12月23日にはミュージックビデオが解禁されたが、ハッシュタグ「#Grandeur」がTwitterランキングで世界トレンド1位、Snow Manの公式YouTubeチャンネルに書かれた「#全力で生きると絆になる」のタグも世界ランキング2位を記録。エイベックスオフィシャルサイトがアーティスト写真と共に掲載した「#ひとりじゃないって最強だ」のタグも日本のトレンド4位に急上昇した。ミュージックビデオでは“Snow Man史上最もシンクロしたダンス”が披露されている。2021年1月6日にはカップリング曲「Big Bang Sweet」のMVが公開された。
「Grandeur」は2020年11月25日に放送された日本テレビ系『ベストアーティスト2020』にて初パフォーマンスされた。
2021年1月20日19:00から20:00には、『Snow Man デビュー1周年&3rdシングル「Grandeur」リリース記念 特別番組』と題してSnow Man YouTubeチャンネルでの生配信が行われた。
2022年3月14日に発表された第36回日本ゴールドディスク大賞において、本作が「シングル・オブ・ザ・イヤー」（邦楽）を受賞した。
初回盤A、初回盤B、通常盤の3形態で発売。

### 特典
初回盤A、初回盤B、通常盤初回仕様には、スリーブ仕様に加え、形態別全3種類の限定動画の視聴ができるシリアルナンバーを封入（通常盤初回仕様には26Pのフォトブックも付属）。
- CD購入者特典[24]
  - 初回盤A：A5サイズクリアファイル（Grandeur ver.）
  - 初回盤B：A5サイズクリアファイル（ナミダの海を越えて行け ver.）
  - 通常盤：ソロアザージャケット（9枚蛇腹仕様）

## 収録内容

### CD

#### 通常盤・初回盤A
※「EVERYTHING IS EVERYTHING」以降、通常盤のみ収録。
1. Grandeur [3:37]
作詞：MiNE / Atsushi Shimada
作曲：Tommy Clint / MiNE / Atsushi Shimada
編曲：Atsushi Shimada
  - テレビ東京系アニメ『ブラッククローバー』オープニングテーマ[25]
  - 阿部亮平・向井康二出演 セブンネットショッピング「SILVER SNOW」篇 CMソング[26]
2. Big Bang Sweet [3:29]
作詞：高木誠司
作曲：高木誠司 / 高慶”CO-K”卓史
編曲：高慶”CO-K”卓史
  - Snow Man出演 不二家「ルック Smile Switch」「ケーキ Smile Switch」CMソング[27]
3. ナミダの海を越えて行け [3:58]
作詞：高木誠司
作曲：高木誠司 / 桑田健吾
編曲：高木誠司 / 桑田健吾 / Peach
  - Paravi『それSnow Manにやらせて下さい』番組テーマソング[28]
  - アパマンショップ「オンライン接客体験篇」CMソング[29]
4. EVERYTHING IS EVERYTHING [3:31]
作詞：MiNE
作曲：MiNE / Samuel Waermo / Stefan Ekstedt
編曲：Stefan Ekstedt
5. Grandeur (Instrumental)
6. Big Bang Sweet (Instrumental)
7. ナミダの海を越えて行け (Instrumental)
8. EVERYTHING IS EVERYTHING (Instrumental)
9. Snow Man "D to G" Voice Drama

#### 初回盤B
1. Grandeur
2. ナミダの海を越えて行け

### DVD

#### 初回盤A
1. 「Grandeur」Music Video
2. 「Big Bang Sweet」Music Video
3. 「Big Bang Sweet」Dance Edit
4. ジャケット/Music Videoメイキング映像

#### 初回盤B
1. 「Grandeur」マルチアングル映像
2. 「ナミダの海を越えて行け」Music Video
3. 撮り下ろし特典映像 デビュー1周年特別企画！

## チャート成績
初週で80.2万枚を売り上げ、2021年2月1日付「オリコン週間シングルランキング」で初登場1位を獲得。男性アーティストの2作連続50万枚超えは史上10組目となった。
Billboard JAPANでは2021年2月1日付「Billboard JAPAN Top Singles」と「Billboard JAPAN JAPAN HOT 100」でそれぞれ1位、「Billboard JAPAN HOT Animation」で2月1日と8日付けの2週連続で1位を記録。また、2021年上半期Billboard JAPAN TOP Singles Salesでも972,680枚を売り上げ首位を獲得した。
発売から約半年後の2021年7月13日付「Billboard JAPAN」にてセールスが1,000,129枚となり、『D.D. / Imitation Rain』、『KISSIN'MY LIPS/Stories』に続き、3作連続のミリオンセールス達成となった。
また、2021年12月6日付オリコンシングルランキングでも累積売上100.0万枚を達成。これにより今年度初、男性アーティストの2年連続シングルミリオンセールスとなり、令和初の快挙となった。同年12月22日には期間内売上100.3万枚を達成し、2021年唯一のミリオン達成作品かつ年間ランキング1位となった。